# Авијатик Мисес G 30.04
Авијатик Мисес G 30.04 је бомбардерски авион направљен у Аустроугарској фирми Östereichisch-ungarische Flugzeugfabrik Aviatik Wien. Авион је први пут полетео 1916. године. 

## Пројектовање и развој
Већ почетком 1915. аустријски генералштаб пратећи сличан програм грофа Цепелина, иницирао је код аустријских произвођача авиона сличан програм градње великих тешких бомбардера. Поред Лонера, Лојда, Х. Бранденбурга и Бечки Авиатик је прихватио ту иницијативу и на бази серијски произведеног авиона B.III, уградњом два мотора Аустро Даимлер снаге 100 KS са вучним елисама, на гондолама између крила, створио двомоторни бомбардер. Под прототипском ознаком (30.04), летелица је летела на аеродрому Асперн. Конструктор авиона је био Рихард фон Мисес, у то време познати теоретичар и професор аеродинамике на Техничком универзитету у Бечу.

## Технички опис
Авион Авијатик Мисес G 30.04 је био двокрилни двомоторни авион са три члана посаде дрвене конструкције у који су уграђивани мотори Аустро-Даимлер AD6 снаге 100 KS. Носећа структура трупа авиона је била дрвена просторна решеткаста конструкција, попречног правоугаоног пресека. Авион је био обложен импрегнираним платном. Конструкција крила је такође била дрвена обложена импрегнираним платном. Носачи мотора и конструкција стајног трапа је била од заварених челичних цеви.

## Наоружање
Планирано је да авион Авијатик Мисес G 30.04 буде наоружан једним покретним одбрамбеним митраљезом MG M.07/12 Schwarzlose којим је руковао осматрач из трећег кокпита авиона. Поред митраљеза основно наоружање овог авиона су биле авио бомбе до укупне тежине ..... kg.
| Наоружање авиона: Авијатик Мисес G 30.04 |                            |
| Ватрено (стрељачко) наоружање            |                            |
| Топ                                      |                            |
| Митраљез                                 |                            |
| Број и ознака митраљеза                  | 1 x MG M.07/12 Schwarzlose |
| Калибар                                  | 8                          |
| Бомбардерско наоружање (бомбе)           |                            |
| Ракетно наоружање (ракете)               |                            |

## Верзије
Направљена су три прототипа овог авиона са ознакама:
- 30.04 - авион направљен модификацијом серијског авиона Авиатик B.III са два мортора Даимлер снаге 100 / 150KS
- 30.12 - авион направљен од серијског авиона Авиатик B.II са два мотора Даимлер снаге 100 KS
- 30.13 - авион направљен од серијског авиона Авиатик B.II са два мотора Даимлер снаге 100 KS

## Оперативно коришћење
Сва три авиона су направљена за тестирање летних и других карактеристика авиона бомбардера. Што је било од велике користи при каснијим пројектима тешких бомбардера развијених у фирми Авиатик 30.07; 30.17 и 30.18.

## Земље које су користиле авион
- Аустроугарска